# Langoat
Langoat (en bretó Langoad) és un municipi francès, situat a la regió de Bretanya, al departament de Costes del Nord. L'any 1999 tenia 1.057 habitants.

## Demografia
| 1962                                       | 1968  | 1975 | 1982 | 1990 | 1999  |
| ------------------------------------------ | ----- | ---- | ---- | ---- | ----- |
| 916                                        | 1.062 | 941  | 894  | 942  | 1.057 |
| Des de 1962: població sense dobles comptes |       |      |      |      |       |

## Administració
| Període | Identitat   | Partit |
| ------- | ----------- | ------ |
| 2001-   | Jean Le Roy |        |